# Claude Joseph
Claude Joseph é um político haitiano, foi o primeiro-ministro interino do Haiti de 14 de abril de 2021 até 19 de julho de 2021 e presidente interino desde julho do mesmo ano após o assassinato do seu predecessor.

## Biografia
Possui um doutorado em políticas públicas pela universidade The New School em Nova Iorque, Claude Joseph foi professor universitário nos Estados Unidos, lecionando na Universidade de Connecticut e na Universidade de Long Island.
Em 5 de março de 2020, se tornou ministro de relações exteriores no governo Joute. Após a demissão do governo dirigido por Joseph Jouthe, ele foi nomeado primeiro-ministro interino pelo presidente Jovenel Moïse em 14 de abril de 2021 até 19 de julho de 2021, quando renunciou ao cargo.